# Petăr Stojanov (calciatore)
Petăr Petrov Stojanov (in bulgaro Петър Петров Стоянов?; Sliven, 15 agosto 1985) è un ex calciatore bulgaro, di ruolo centrocampista.

## Carriera

### Sliven
Ha iniziato la sua carriera in Bulgaria con OFC Sliven 2000 . Con Sliven ha completato 77 partite segnando anche 4 gol. Ha lasciato il club a febbraio 2011 per PFC CSKA Sofia .

### CSKA Sofia
Rimase a Cska Sofia per uno e una stagione a metà. Ha giocato tre partite nella sua prima stagione al club e 16 alla sua seconda stagione. Ha segnato il suo unico gol alla seconda stagione contro Botev Vratsa POFC in un 2-2 in trasferta disegnare.

### Olympiakos Volou
Il 22 settembre 2012 è firmato un contratto di un anno con Olympiakos Volou FC 1937 Ha giocato la sua prima partita per Olympiakos contro il Kavala FC in casa 2-0.

## Palmarès

### Club

#### Competizioni nazionali
- B Profesionalna Futbolna Grupa: 1

Sliven: 2007-2008
- Coppa di Bulgaria: 1

CSKA Sofia: 2010-2011
- Supercoppa di Bulgaria: 1

CSKA Sofia: 2011